# حشره‌خوار کوبایی لاغر
حشره‌خوار کوبایی لاغر (نام علمی: Nesophontes longirostris) نام یک گونه از سرده حشره‌خوارهای هند غربی است.